# Roberto Lecaros
Roberto Lecaros Venegas (Santiago de Chile, 11 de agosto de 1944-Ib., 29 de abril de 2022) fue un músico de jazz y compositor de música para cine, teatro y música popular chileno.
Desarrolló un importante trabajo en la formación musical de varias generaciones de destacados músicos en su país de origen y el extranjero. Dominó con soltura instrumentos de viento, cuerda, y teclado; el violín, el contrabajo, la trompeta, la corneta, la flauta, el piano y el acordeón, entre otros. Está considerado como uno de los patriarcas de la Familia Lecaros.

## Biografía
A los tres años comenzó el estudio de violín en la escuela experimental artística con el profesor León Bronstein, a los cinco ingresa al Conservatorio Nacional de Música de la Universidad de Chile donde cursa sus estudios formales.
En 1958 descubrió el mundo del jazz al ver tocar a la Goodway Jazz Band en un baile universitario. Su director, el clarinetista Juan Sillano, le invita a tocar la tuba, iniciándolo en la práctica de este estilo musical. Con el paso del tiempo paso a liderar la banda,  tocando la corneta, realizando los arreglos y ejerciendo su dirección musical.
En los años 1960 creó y participó en diversas agrupaciones musicales, destacando principalmente: Village Trio, Chilean Jazz Messengers, y forma parte de diversos grupos de Hot Club (Gypsy Jazz) tocando el violín. A finales de los años 1960 creó el primer grupo de Funky de Chile junto a Mario Lecaros, Pablo Lecaros y Jaime O`Ryan.
A principios de los años 1970 acompañó a diversos grupos de Bossa Nova y Jazz, destacando agrupaciones con Octavio Espinoza, Nelly Sanders, Nene Lecaros; Carmen Barros, Luz Eliana, Fresia Soto, Malú Gatica y Sonia la Única. En 1972 participó junto la agrupación “Swingteto” en el primer concierto de jazz realizado en el Teatro Municipal de Santiago de Chile.
En 1975 viajó a Perú, donde cooperó en diversos proyectos de música popular. En 1976 se trasladó a Bolivia, donde se desempeñó como primer contrabajo en las orquestas “Sinfónica de la Paz” y “Orquesta de Cámara del Teatro Municipal”, además realiza actividades de docencia de diversos instrumentos y ramos teóricos en el Conservatorio de La Paz.,  paralelamente formó agrupaciones como el grupo Harlem y Hot Club de la Paz, interpretando jazz y música popular. En esta época participó en el Festival de Jazz de la Paz y Cochabamba.
En los años 1980 regresó a Chile, donde formó el primer taller de jazz y música popular que daría inicio a la primera escuela de jazz de Chile, recorriendo con sus alumnos el país dictando conciertos en universidades, institutos culturales, teatros y salas de concierto. Participó además, como uno de los componentes de la orquesta en vivo del programa infantil Los Bochincheros, en donde solían acompañar el desarrollo de los concursos con música jazz. En 1982 viajó a España junto con su familia, colaborando en el “Taller de Musics” de Barcelona, integró junto a Peter Delphinich la “Barcelona Swing Machine”, tocó corneta y violín en la orquesta  “Bomba” junto a Juan Soriano, formó junto a Pere Soto el grupo Djangoscastle y con su hermano Mario Lecaros forman el “Lecaros Latin Jazz Quartet”. Durante esta época recorrió el circuito de jazz europeo interpretando violín, corneta,  piano y bajo eléctrico. En 1987 regresó a Chile, donde formó destacadas agrupaciones como “Kamerectrica”, agrupación de Jazz Rock en la línea de Jean Luc Ponty. Paralelamente forma la “Nouvelle Orleans Washburn Band” donde ejecuta la corneta al estilo Bixiano. En este periodo organiza los primeros festivales de Jazz en Coquimbo, Providencia, y Santiago
En los años 1990 se instaló con el Jazz Bar Restauran Atelier, espacio reservado a la presentación de destacados músicos nacionales e internacionales. En 1996 emigró a la ciudad de Temuco, donde fundó la “Escuela de Música y Jazz”, y el “Club de Jazz de Temuco”, en esta ciudad forma las siguientes agrupaciones: “Temuco Swing Machine”, “Temuco Jazz Band”, “Quinteto Hot Club de Temuco”, “Kamerectrica Temuco”, orquesta infantil  “Música Viva” y el grupo de música clásica “Pentagrama”. Preside la Orquesta Filarmónica de Temuco y es capo de fila de los segundos violines, realiza clases a niños de educación primaria, el Sename y Conace. Realiza conciertos en las 33 comunas de la región de la Araucanía, gracias al auspicio de diversos proyectos financiados por el Gobierno de Chile. Permaneció en la ciudad de Temuco hasta el año 2009.
En 2014, la Sociedad Chilena de Derecho de Autor (SCD) le nombró Figura Fundamental de la Música Chilena. Durante los últimos años de su vida se dedicó a la docencia y a recorrer el país dictando conciertos, recopilando el trabajo desarrollado durante su larga vida musical, para la creación de un archivo musical multimedial.

## Música para obras de radio, cine y teatro
- 1968 - Film Lunes primero, domingo siete. (Helvio Soto).
- 1984 - Con Ardiente Paciencia (Antonio Skarmeta).
- 1985 – Despedida en Berlín (Antonio Skarmeta).
- 1989 - Matchball (Antonio Skarmeta).
- 1990 - Maremagnum (Antonio Skarmeta).

## Discografía

### Discos de estudio
- Village Trio (1964, LR Ortiz).
- Los Chasquis Volumen 1 (1975, RCA).
- Los Chasquis Volumen 2 (1975, RCA).
- La Muñeca (1975, ODEON).
- Taxi Libre (1976).
- Mística (2010).
- 69 (2014).

### Discos en vivo
- Goodway Jazz Band (1964).
- Hot Jazz (1994).